# Lista över härader i Finland
Detta är listor över härader i Finland.

## Nuvarande härader
Den nuvarande häradsindelningen infördes vid häradsreformen 1996. Då fanns 90 härader, i och med att Orimattila härad delades mellan Mellersta Nylands, Borgå och Lahtis härader 2009 återstår 89.
- Alavo härad
- Björneborgs härad
- Borgå härad
- Brahestads härad
- Enare-Utsjoki härad
- Esbo härad
- Forssa härad
- Fredrikshamns härad
- Haapajärvi härad
- Haukipudas härad
- Heinola härad
- Helsingfors härad
- Hyvinge härad
- Ikalis härad
- Ilomants härad
- Imatra härad
- Inre Savolax härad
- Jockas härad
- Joensuu härad
- Jyväskylä härad
- Jämsä härad
- Kajana härad
- Kangasala härad
- Kankaanpää härad
- Karleby härad
- Kauhajoki härad
- Kaustby härad
- Kemi härad
- Keuruu härad
- Kides härad
- Kittilä härad
- Korsholms härad
- Kotka härad
- Kouvola härad
- Kuhmo härad
- Kumo härad
- Kuopioregionens härad
- Kuusamo härad
- Kyrolands härad
- Lahtis härad
- Lappo härad
- Lapska Armens härad
- Lieksa härad
- Limingo härad
- Loimaa härad
- Lojo härad
- Lovisa härad
- Mellersta Nylands härad
- Mänttä härad
- Nokia härad
- Nordöstra Lapplands härad
- Nordöstra Savolax härad
- Nurmes härad
- Nyslotts härad
- Nystadsregionens härad
- Närpes härad
- Pedersöre härad
- Pieksämäki härad
- Pudasjärvi härad
- Ranua-Posio härad
- Raseborgs härad
- Raumo härad
- Reso härad
- Riihimäki härad
- Rovaniemi härad
- S:t Karins härad
- S:t Michels härad
- Saarijärvi härad
- Salo härad
- Seinäjoki härad
- Sodankylä härad
- Suomussalmi härad
- Tammerfors härad
- Tavastehus härad
- Tornedalens härad
- Torneå härad
- Uleåborgs härad
- Valkeakoski härad
- Vammala härad
- Vanda härad
- Varkausregionens härad
- Vasa härad
- Vichtis härad
- Villmanstrands härad
- Ylivieska härad
- Åbo härad
- Åbolands härad
- Äänekoski härad
- Övre Savolax härad

## Äldre härader
Häradsindelningen var förhållandevis oförändrad från 1800-talets mitt till 1996.

### Kuopio län
- Idensalmi härad
- Ilomants härad (till 1960, därefter i Norra Karelens län)
- Kuopio härad
- Libelits härad (till 1960, därefter i Norra Karelens län)
- Pielisjärvi härad (till 1960, därefter i Norra Karelens län)
- Rautalampi härad

### Kymmene län
Kymmene län bildades 1945 av de delar av Viborgs län som fortfarande tillhörde Finland.
- Jäskis härad (Imatra härad från 1977)
- Kouvola härad (från 1949)
- Kymmene härad
- Lappvesi härad

### Lapplands län
Lapplands län hörde till Uleåborgs län till 1938.
- Kemi härad
- Kittilä härad
- Petsamo härad (till 1944)
- Rovaniemi härad (från 1943)

### Mellersta Finlands län
Mellersta Finlands län bildades 1960, huvudsakligen av delar av Vasa län och Tavastehus län, samt mindre delar av S:t Michels län och Kuopio län.
- Jämsä härad
- Laukas härad
- Viitasaari härad

### Norra Karelens län
Norra Karelens län hörde till Kuopio län före 1960.
- Ilomants härad
- Libelits härad
- Pielisjärvi härad

### Nylands län
- Borgå härad (från 1959)
- Esbo härad (från 1966)
- Helsinge härad (Vanda härad från 1972)
- Lojo härad
- Pernå härad
- Raseborgs härad
- Tusby härad (från 1946)

### Petsamo län
Petsamo län bildades 1921 och uppgick i Uleåborgs län 1922.
- Petsamo härad

### S:t Michels län
- Heinola härad
- Jockas härad
- Rantasalmi härad
- S:t Michels härad

### Tavastehus län
- Birkala härad
- Hauho härad
- Hollola härad
- Jämsä härad (till 1960, därefter i Mellersta Finlands län)
- Ruovesi härad
- Tammela härad

### Uleåborgs län
- Haapajärvi härad
- Kajana härad
- Kemi härad (till 1938, därefter i Lapplands län)
- Lappmarkens härad (Kittilä härad från 1937, i Lapplands län från 1938)
- Petsamo härad (från 1922 till 1938, därefter i Lapplands län)
- Salo härad
- Uleå härad

### Vasa län
- Ilmola härad
- Korsholms härad
- Kuortane härad
- Lappo härad
- Laukas härad (till 1960, därefter i Mellersta Finlands län)
- Närpes härad (från 1916)
- Pedersöre härad
- Viitasaari härad (från 1916 till 1960, därefter i Mellersta Finlands län)

### Viborgs län
Huvuddelen av Viborgs län avträddes till Sovjetunionen efter fortsättningskriget. Återstoden (Jäskis, Kymmene och Lappvesi härader) bildade Kymmene län.
- Jäskis härad
- Kexholms härad
- Kronoborgs härad
- Kymmene härad
- Lappvesi härad
- Salmis härad
- Sordavala härad
- Stranda härad
- Viborgs härad (från 1937)
- Äyräpää härad (Rajajoki härad från 1937)

### Åbo och Björneborgs län
- Halikko härad
- Ikalis härad
- Kumo härad (från 1956)
- Loimijoki härad
- Masko härad
- Pargas härad (från 1955)
- Pikis härad (till 1955)
- Tyrvis härad
- Ulvsby härad
- Vemo härad
- Virmo härad (till 1955)
- Ålands härad (till 1919, se nedan)

### LandskapetÅland
Åland tillhörde Åbo och Björneborgs län till 1919, utgjorde Ålands län 1919–1922, och har varit ett självstyrande landskap sedan dess.
- Ålands härad